# Lista över släkten i familjen rotfjärilar
Enligt Catalogue of Life har familjen rotfjärilar (Hepialidae) 75 släkten:
- Abantiades
- Achladaeus
- Aenetus
- Aepytus
- Afrotheora
- Andeabatis
- Antihepialus
- Aoraia
- Aplatissa
- Bipectilus
- Blanchardina
- Bordaia
- Calada
- Callipielus
- Cibyra
- Cladoxycanus
- Dalaca
- Dioxycanus
- Druceiella
- Dumbletonius
- Elhamma
- Endoclita
- Eudalaca
- Fraus
- Gazoryctra
- Gorgopis
- Gymmeloxes
- Heloxycanus
- Hepialiscus
- Hepialus
- Hepialyxodes
- Jeana
- Korscheltellus
- Lamelliformia
- Leto
- Lossbergiana
- Mallomus
- Napialus
- Neohepialiscus
- Nevina
- Oiophassus
- Oncopera
- Oxycanus
- Palpifer
- Paragorgopis
- Parahepialiscus
- Parapielus
- Pfitzneriana
- Pfitzneriella
- Pharmacis
- Phassodes
- Phassus
- Phialuse
- Phymatopus
- Procharagia
- Prohepialus
- Protohepialus
- Puermytrans
- Roseala
- Sahyadrassus
- Schaefferiana
- Schausiana
- Stachyocera
- Sthenopis
- Thiastyx
- Thitarodes
- Toenga
- Trichophassus
- Trictena
- Trioxycanus
- Wiseana
- Xhoaphryx
- Yleuxas
- Zelotypia
- Zenophassus